# Frumușica, Leova
Frumușica (germană Manukbejewka) este un sat din componența comunei Cazangic, raionul Leova, Republica Moldova.
Localitatea a primit numele de Manukbejewka în anul 1893, când a fost fondată de 672 imigranți germani.

## Demografie

### Structura etnică
Structura etnică a localității conform recensământului populației din 2004:
| Grup etnic                    | Populație | % Procentaj |
| ----------------------------- | --------- | ----------- |
| Băștinași declarați Moldoveni | 197       | 97,52%      |
| Bulgari                       | 2         | 0,99%       |
| Găgăuzi                       | 1         | 0,50%       |
| Ucraineni                     | 1         | 0,50%       |
| Alții                         | 1         | 0,50%       |
| Total                         | 202       |             |